# Liste der Monuments historiques in Bransat
Die Liste der Monuments historiques in Bransat führt die Monuments historiques in der französischen Gemeinde Bransat auf.

## Liste der Bauwerke
| Bezeichnung       | Beschreibung                  | Standort | Kennzeichnung | Schutzstatus | Datum | Bild           |
| ----------------- | ----------------------------- | -------- | ------------- | ------------ | ----- | -------------- |
| Kirche St-Georges | Erbaut im 12./13. Jahrhundert | (Lage)   | PA00093020    | Classé       | 1967  | weitere Bilder |
| Brücke            | Erbaut im 15. Jahrhundert     | (Lage)   | PA00093021    | Inscrit      | 1971  | weitere Bilder |

## Liste der Objekte
- Monuments historiques (Objekte, z. B. Gemälde, Skulpturen, Altäre etc.) in Bransat in der Base Palissy des französischen Kultusministeriums